# Studenica
Manastir Studenica (srpski: Манастир Студеница) je samostan Srpske crkve koji se nalazi 39 km jugozapadno od Kraljeva, u središnjoj Srbiji. On je jedan od najvećih i najbogatijih srpskih pravoslavnih manastira.
Stefan Nemanja, osnivač srednjovjekovne srpske države, osnovao je ovaj manastir 1190. godine. Zidovi manastira uokviruju dvije mramorne crkve: Crkva Djevice Marije i Kraljeva crkva. Manastir je najpoznatiji jer posjeduje kolekciju fresaka bizantskog stila iz 13. i 14. stoljeća.
Iguman manastira od 1961. do 2001. godine bio je arhimandrit Julijan Knežević.
Godine 1986. upisan je na UNESCO-ov popis mjesta svjetske baštine u Europi. 

## Povijest
Manastir Studenica, posvećen Blaženoj Djevici Mariji, je izvorna crkva svih kasnijih srpskih bogomolja. Njena izgradnja je trajala dugo, prva faza je dovršena u proljeće 1196., kada je Stefan Nemanja napustio prijestolje i smjestio se u novoosnovanom manastiru. Kada se uputio za Hilandar, njegov sin i nasljednik Stefan Nemanjić je preuzeo brigu za Studenicu. Nemanja je umro u Hilandaru 1199. godine i njegov treći sin Rastko, nakon savjetovanja s braćom Stefanom i Vukanom, je prebacio njegove ostatke u Studenicu. Pod pokroviteljstvom sv. Save, Studenica je postala političko, kulturno, ali i duhovno središte srednjovjekovne Srbije. Između ostalog, sv. Sava je sastavio i  "Studenički tipikon", knjigu pravila u kojima opisuje život svog oca, sv. Simeona (Nemanja), čime opisuje dokaze duhovnog i monaškog života svog doba. 
Studenica je uživala kontinuiranu pažnju od svih članova dinastije Nemanjića. Kralj Stefan Radoslav je 1235. godine crkvi dodao prekrasan narteks. Kralj Stefan Uroš II. Milutin je izgradio krasnu malu crkvu posvećenu svetima Joakimu i Ani. 
Nakon pada posljednje srednjovjekovne srpske države 1459. godine, Turci često napadaju samostan. Prva značajna restauracija izvršena je 1569. godine, kada su freske u Crkvi Djevice Marije preslikane. U ranom 17. stoljeću manatir su poharali potres i požar u kojima su zauvijek nestali većina povijesnih dokumenata i značajan dio umjetničke baštine.

## Arhitektura
Crkva Djevice Marije je jednobrodna bazilika s kupolom. Izvana, crkva skladno ujedinjuje dva različita arhitektonska stila, romanički i bizantski. Spajanje ova dva stila prouzrokovala je stvaranje tzv. Raške škole arhitekture.
Na istočnom kraju ima trostranu apsidu, dok je narteks izdužen prema zapadu; a vestibul se nalazi i na sjeveru i na jugu. 1230-tih dodan je i veliki exo-narteks. Fasada je ukrašena mramornim pločama; iznutra, crkva je prekrivena kamenom lomljencom i malterom. 
Sjeverozapadno od Crkve Djevice Marije nalazi se crkva svetaca Joakima i Ane, koja jeu po svom osnivaču – kralju Milutinu prozvana Kraljevskom crkvom. Crkva je izgrađena 1314. godine u obliku zbijenog križa s vanjskom konstrukcijom osmerokutne kupole. Izgrađena je od fino klesanog kamena i lomljenca s gispanom fasadom.
Kompleks manstira Studenica uključuje i Crkvu sv. Nikole, malo jednobrodnu crkvu s freskama iz 12., ili vjerojatnije 13. stoljeća. Između Crkve sv. Nikole i Kraljevske crkve nalaze se temelji crkve posvećene sv. Ivanu Krstitelju. Zapadno os Crkve Djevice Marije, nalazi se vidikovac od grubog kamena, napravljen još u vrijeme nadbiskupa Save. Na kraju, na zapadnoj strani manastirskog kompleksa nalazi se i zvonik, podignut u 13. stoljeću. U njemu je nekada bila kapela, a danas su ostali samo fragmenti negdašnjih fresaka. Ostaci fresaka, koji prikazuju obiteljsko stablo dinastije Nemanjića, su pronađeni i na vanjskom dijelu narteksa. Oni su urađeni u stilu fresaka iz Crkve Djevice Marije koje potječu od 1208. – 1209. godine.
Sjevernije od vidikovca je samostansko sjedište iz 18. stoljeća koje je pretvoreno u muzej. U njemu su se nalazili vrijedni izlošci studeničkog blaga, koje je u čestim ratovima i pljačkama ozbiljno osiromašeno.  

## Umjetnička djela
Umjetnički dosezi kiparstva u manastiru Studentica su najočitiji u četiri portala Crkve Djevice Marije. Osobito na zapadnom portalu, u unutrašnjosti između narteksa i exo-narteksa. Na sjevernom zidu, ispod kupole, nalazi se prozor sačinjen od mnogo manjih kvadratnih ploča s uklesanim medaljonima koji predstavljaju osam fantastičnih životinja – simbola Djevičinih vrlina. Tu su također i dvije rozete koje predstavljaju Božansko oko. Zidari koji su izveli ove radove su vjerojatno došli s Jadranskog područja, vjerojatno iz Kotora gdje je Nemanja imao svoju palaču. Oni su ostavili i natpis na ćirilici na timpanu zapadnog portala.  
Crkva Djevice Marije je oslikana u prvom desetljeću 13. stoljeća i originalne freske su dijelom sačuvane na oltaru, ispod kupole, na zapdnom zidu i na nižim dijelovima zidova. Najveličanstvenije su one koje prikazuju Raspelo, naslikane 1209. g. na plavoj pozadini – jedan od vrhunaca srpske umjetnosti. Na južnom zidu nalaze se kompozicije "osnivača" koje prikazuju Djevicu Mariju kako preuzima darove od Nemanje (Simona) s modelom Kristove crkve. Narteks je oslikan 1569. god. freskama koje izvanredno prikazuju Posljednji sud na vrhu i portret Nemanjićeve žene Ane koja je prikazana kao časna sestra Anastazija. 
Ranije freske iz Kraljevske crkve predstavljaju najveće dostignuće bizantske umjetnosti ove regije. Freske u Radoslavovom narteksu potječu iz 1230-tih i blisko su vezane s ostalim freskama glavne crkve. Sjeverna kapela, posvećena sv. Nikoli, sadrži grupu fresaka posvećenih životu sv. Nikole. U južnoj kapeli nalaze se portreti Nemanje, Stefana prvovjenčanog i kralja Radoslava sa ženom Anom. Na sjevernom zidu narteksa nalaze se tri velikana srpske crkve - nadbiskup Sava, Arsenije i Sava II. (Radoslavov brat).

## Poveznice
- Srpski manastiri
- Sopoćani
- Visoki Dečani
- Manastir Gračanica

## Vanjske poveznice
- Manastir Studenica na UNESCOvim stranicama
- Srpska crkva: Studenica
- Foto kolekcije i virtuelne ture kroz manastir Studenicu Fond Blago